# Počátky
Počátky é uma cidade checa localizada na região de Vysočina, distrito de Pelhřimov.